# Кара-Гяур Євген Миколайович
Євген Миколайович Кара́-Гяу́р (нар. 25 грудня 1932, Одеса — пом. 10 лютого 2009, Севастополь) — український театральний актор, режисер. Заслужений артист Татарської АРСР з 1983 року. Чоловік актриси Людмили Кара-Гяур.

## Біографія
Народився 25 грудня 1932 року в місті Одесі (нині Україна). Болгарин. 1956 року закінчив Київський інститут театрального мистецтва за спеціальністю «режисер драматичного театру».
З серпня 1956 року по червень 1959 року працював режисером–постановником в Одеському державному театрі імені Жовтнево революції; з січня 1959 року по травень 1961 року був актором цього ж театру. З лютого 1961 року по вересень 1972 року — актор і режисер Севастопольського російського драматичного театру імені Анатолія Луначарського. З вересня 1972 року по серпень 1987 року — актор Казанського державного академічного російського великого драматичного театру імені Василя Качалова. З серпня 1987 року — знову актор Севастопольського російського драматичного театр імені Анатолія Луначарського. Помер у Севастополі 10 лютого 2009 року.

## Творчість
зіграв ролі
- Крістіан де Невільєт («Сірано де Бержерак» Едмона Ростана);
- Юлій Мачек («Під каштанами Праги» Костянтина Симонова);
- П'ятьоркін («Васса Желєзнова» Максима Горького);
- Кноріс («Загибель ескадри» Олександра Корнійчука);
- Раклі («Політ над гніздом зозулі» Дейла Вассермана);
- Контрадмірал («Колчак» Валентини Фролової, Михайла Кондратенка);
- Родіон Миколайович («Курортний роман» Олексія Арбузова).

поставив вистави
- «Петрівка-38» Юліана Семенова (1964);
- «Пригоди Чанду» Альберта Іловайського (1970, роль Сатієндра);
- «Операція „Привіт“» Валерія Шавріна (1972, роль Башкатова).